# Meïr Feigenberg
Meïr Feigenberg (14. januar 1923, 15. marts 2006) blev født af russiske forældre i Berlin, men dansk student fra Skt. Jørgens Gymnasium 1941.
Efter arbejde på Studenterscenen blev han i 1947 landets yngste teaterdirektør. Frem til 1950 ledede han Riddersalen. Frem til overtagelsen af Det ny Teater i 1966 var Meïr Feigenberg forretningskonsulent for B & W. I 1969 overtog Knud Poulsen ledelsen af Det ny Teater. Efter at have oprettet sit eget teaterforlag (Feigenberg Dramatisk Agentur) blev han 1974 leder af Det Danske Teater. Denne post beklædte han frem til 1991.